# Medyczne zagadki
Medyczne zagadki (Mystery ER) - reality show wyprodukowany w USA przez telewizję Discovery Health. Pomysłodawcą i producentem serii programów był Mike Mathis. W Polsce emitowany jest na kanale Discovery Travel and Living. 
Serial w USA zadebiutował w 2007 roku.

## Charakter programu
Program opowiada o prawdziwych medycznych przypadkach osób, które zapadły na rzadkie i tajemnicze choroby. Każdy odcinek składa się z dwóch historii. Formuła programu opiera się na wypowiedziach osób chorych, ich rodzin oraz komentarzy lekarzy. Program uzupełniony jest przez filmowe rekonstrukcje.

## Lista odcinków

### Sezon 1 (2007)
1. Burning Love/House of Deception
2. Hard to Swallow/Culture Shock
3. Seeping Through the Cracks/Purple Haze
4. Bittersweet/Ring of Fire

### Sezon 2 (2008)
1. Scared Stiff/Deadly Grind (pol. Przerażająca sztywność)
2. Truth Be Told/Climbing for Life (pol. Odtajnienie prawdy)
3. Dead in Ten/Speed Bump (pol. Odliczanie do śmierci)
4. Desperate Measures/A Stinging Pain (pol. Desperackie środki)
5. Eating Away/A Model's Malady (pol. Pożerany)
6. Rash Decision/Inflamed (pol. Pospieszna decyzja)
7. Painful Truth/Bugging Out (pol. Bolesna prawda)
8. Nothing to Sneeze At/String Theory (pol. Nie kichaj na to!)
9. Harley Rides Again/In a Fog (pol. Z powrotem na harleyu)
10. Ironic Discovery/Native Tongue (pol. Paradoksalne odkrycie)